# 施奈德斯巴赫河 (佩格尼茨河支流)
49°28′21″N 11°10′46″E / 49.47250°N 11.17939°E

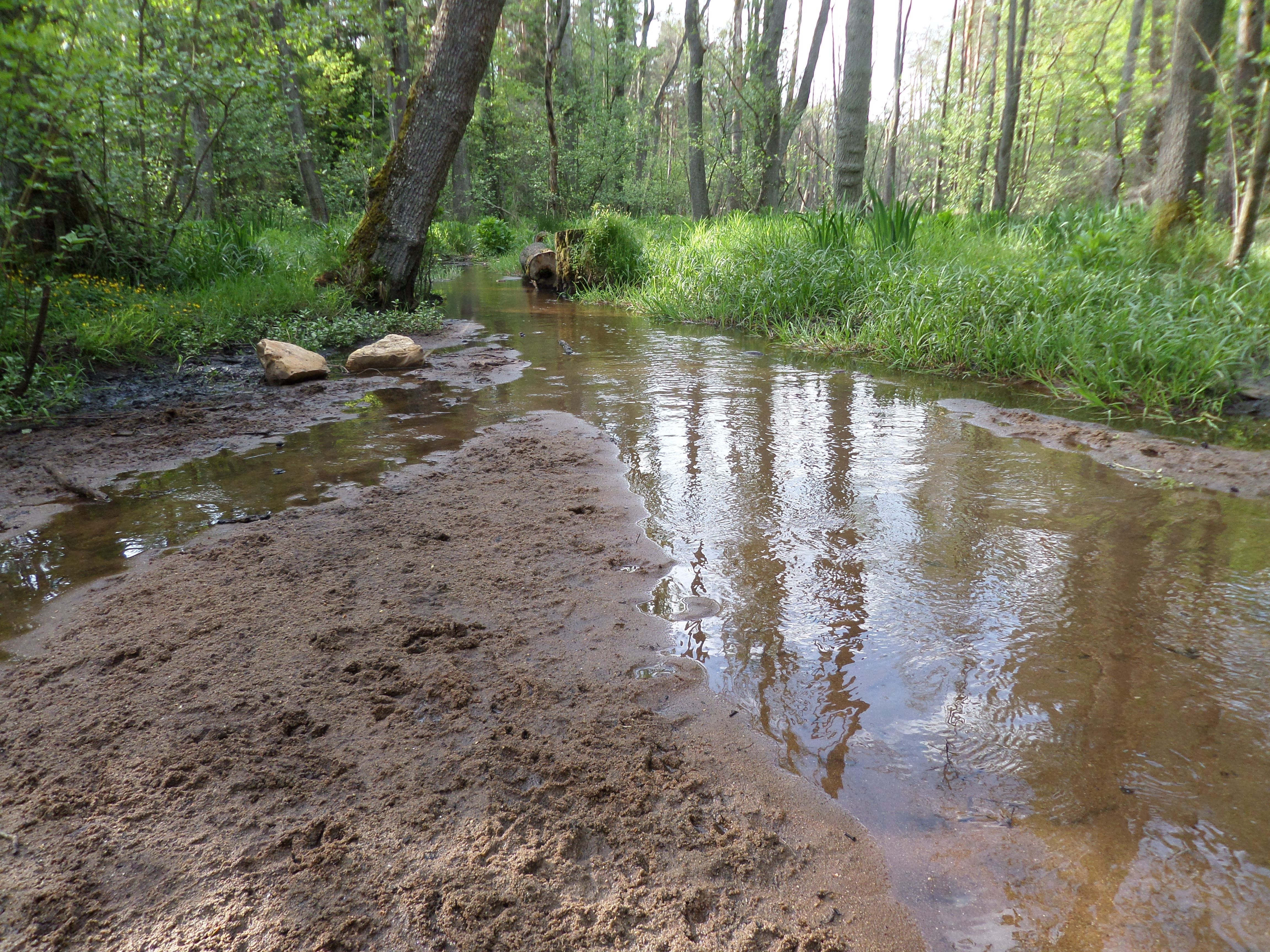

施奈德斯巴赫河是德國的河流，位於該國東南部，由巴伐利亞負責管轄，屬於佩格尼茨河的左支流，河道全長8.2公里，流域面積12.6平方公里，流經紐倫堡。